# Análisis matemático

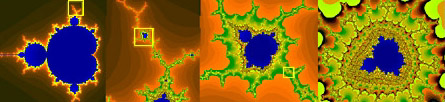
El estudio del conjunto de Mandelbrot, que es un objeto fractal con autosimilitud estadística, involucra diversas áreas del análisis matemático: el análisis de la convergencia, la teoría de la medida, la geometría y la teoría de la probabilidad y la estadística.

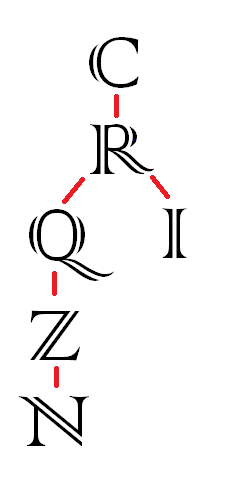
Conjuntos Numéricos

El análisis matemático es una rama de la matemática que estudia los conjuntos numéricos (los números reales y los complejos) tanto del punto de vista algebraico como topológico, así como las funciones entre esos conjuntos y construcciones derivadas. Se empieza a desarrollar a partir del inicio de la formulación rigurosa de límite y estudia conceptos como la continuidad, la integración y la derivación de diversos tipos.
Una de las diferencias entre el álgebra y el análisis es que este último recurre a construcciones que involucran sucesiones de un número infinito de elementos, mientras que álgebra usualmente es finitista.

## Historia

Arquímedes usó el método de agotamiento para calcular el área dentro de un círculo al encontrar el área de polígonos regulares con más y más lados. Este fue un ejemplo temprano pero informal de un límite, uno de los conceptos más básicos en el análisis matemático.

### En la Edad Antigua
Matemáticos griegos como Eudoxo de Cnidos y Arquímedes hicieron un uso informal de los conceptos de límite y convergencia cuando usaron el método exhaustivo para calcular el área y volumen de regiones y sólidos. De hecho, el número π fue aproximado usando el método exhaustivo. En la India del siglo XII el matemático Bhaskara concibió elementos del cálculo diferencial, así como el concepto de lo que ahora conocemos como el teorema de Rolle.
Los primeros resultados del análisis estaban implícitamente presentes en los primeros días de la matemática griega antigua. Por ejemplo, una suma geométrica infinita está implícita en la paradoja de la dicotomía de Zenón. [4] Posteriormente, matemáticos griegos como  Eudoxo y Arquímedes hicieron un uso más explícito, pero informal, de los conceptos de límites y convergencia cuando utilizaron el Método exhaustivo para calcular el área y el volumen de regiones y sólidos.[5] El uso explícito de infinitesimales aparece en El método de los teoremas mecánicos de Arquímedes, una obra redescubierta en el siglo XX. [6] En Asia, el matemático chino Liu Hui utilizó el método de agotamiento en el siglo III d. C. para encontrar el área de un círculo. [7] De la literatura jainista, parece que los hindúes estaban en posesión de las fórmulas para la suma de la aritmética y la geometría ya en el siglo IV a. C. [8] Ācārya Bhadrabāhu usa la suma de una suma de una serie geométrica en su Kalpasūtra en 433 aC [9] En la matemática hindú, casos particulares de la aritmética y se ha encontrado que ocurren implícitamente en la literatura védica desde el año 2000 a. C.
En el siglo XIV, el matemático indio Madhava desarrolló ideas fundamentales como la expansión de series infinitas, las series de potencias, series de Taylor y la aproximación racional de series infinitas. Además desarrolló las series de Taylor de funciones trigonométricas —seno, coseno, tangente— y estimó la magnitud de los errores de cálculo truncando estas series. También desarrolló fracciones continuas infinitas, integración término a término y la serie de potencias de pi. Sus discípulos de la Escuela de Kerala continuaron su trabajo hasta el siglo XVI.
En Europa, en el siglo siglo XVII, se establecieron los fundamentos modernos del análisis matemático, en el que Newton y Leibniz inventan el cálculo. Ahora sabemos que Newton desarrolló el cálculo infinitesimal unos diez años antes que Leibniz. Este último lo hizo en 1675 y publicó su obra en 1684, aproximadamente veinte años antes de que Newton se decidiera a hacer lo propio con sus trabajos. Newton había comunicado la novedad solamente a algunos pocos colegas suyos y de nada valieron las instigaciones de Halley para que Newton publicara sus trabajos más tempranamente. Esta actitud sirvió de base para crear una desagradable controversia por el padrinazgo de la idea; discusión que podría haber sido evitada si otro gran matemático, Fermat, no hubiera tenido también la inexplicable costumbre de no hacer públicos sus trabajos. En una carta de Fermat a Roberval, fechada el 22 de octubre de 1636, se hallan claramente descritos tanto la geometría analítica como el análisis matemático. Descartes también desarrolló la geometría analítica de manera independiente. En dicho siglo y en el siglo XVIII, ciertos temas sobre el análisis como el cálculo de variaciones, las ecuaciones diferenciales y ecuaciones en derivadas parciales, el análisis de Fourier y las funciones generadoras fueron desarrolladas principalmente para un trabajo de aplicación. Las técnicas del Cálculo fueron aplicadas con éxito en la aproximación de problemas discretos mediante los continuos.

### En la Edad Media
En el siglo V, Zu Chongzhi estableció un método que más tarde se llamaría Principio de Cavalieri para hallar el volumen de una esfera.[10] El matemático indio Bhaskara II dio ejemplos de la derivada y utilizó lo que ahora se conoce como teorema de Rolle en el siglo XII.[11].
En el siglo XIV, Madhava de Sangamagrama desarrolló expansiones de series infinitas, como la serie de potencias y la serie de Taylor, de funciones como el seno, el coseno, la tangente y la arcotangente[12] Junto con su desarrollo de la serie de Taylor de las funciones trigonométricas, también estimó la magnitud de los términos de error creados al truncar estas series y dio una aproximación racional de una serie infinita. Sus seguidores en la Escuela de Astronomía y Matemáticas de Kerala ampliaron sus trabajos hasta el siglo XVI.

### En la Edad Moderna

Aproximación de una función «onda cuadrada» discontinua mediante una serie de funciones trigonométricas continuas y diferenciables.

#### Fundamentos
Los fundamentos modernos del análisis matemático se establecieron en la Europa del siglo XVII, cuando Descartes y Fermat desarrollaron de forma independiente la geometría analítica, precursora del cálculo moderno. El método de adecuación de Fermat le permitió determinar los máximos y mínimos de las funciones y las tangentes de las curvas.[13] La publicación de La Géométrie de Descartes en 1637, que introdujo el sistema de coordenadas cartesianas, se considera el establecimiento del análisis matemático. Unas décadas más tarde,  Newton y Leibniz desarrollaron de forma independiente el cálculo infinitesimal, que creció, con el estímulo del trabajo aplicado que continuó a lo largo del siglo XVIII, en temas de análisis como el cálculo de variaciones, las ecuaciones diferenciales ordinarias y parciales, el análisis de Fourier y las funciones generadoras. Durante este periodo, las técnicas de cálculo se aplicaron para aproximar los problemas discretos a los continuos.

#### Modernización
A todo lo largo del siglo XVIII la definición del concepto de función estuvo sujeta a debate entre los matemáticos. En el siglo XIX, Cauchy fue el primero que estableció el cálculo sobre unos firmes fundamentos lógicos mediante el uso del concepto de sucesión de Cauchy. También inició la teoría formal del análisis complejo. Poisson, Liouville, Fourier y otros, estudiaron ecuaciones en derivadas parciales y el análisis armónico.
A mediados de dicho siglo, Riemann introduce su teoría de la integración. En el último tercio del siglo XIX Weierstrass lleva a la aritmetización del análisis, ya que pensaba que el razonamiento geométrico era engañoso por naturaleza, e introduce la definición ε - δ  de límite. Entonces los matemáticos empezaron a preguntarse si no estarían asumiendo la existencia de cierto continuo de números reales sin probar su existencia. Dedekind entonces construye los números reales mediante las cortaduras de Dedekind. Sobre la misma época, los intentos de refinar los teoremas de integración de Riemann llevaron hacia el estudio del «tamaño» de los conjuntos de discontinuidad de funciones reales.
También, funciones «monstruos» (funciones continuas en ninguna parte, funciones continuas pero no diferenciables en ningún punto, Curva que llena el espacio, Curva de Peano) comenzaron a surgir. En este contexto, Jordan desarrolló su teoría de medida, Cantor lo hizo con lo que ahora se llama teoría de conjuntos y Baire prueba el teorema de la categoría de Baire. A principios del siglo XX, el cálculo se formaliza usando la teoría de conjuntos. Lebesgue resuelve el problema de la medida y Hilbert introduce los espacios de Hilbert para resolver ecuaciones integrales. La idea de espacios vectoriales normados estuvo en ciernes y en los años 1920 Banach crea el análisis funcional

## Conceptos importantes

### Espacio métrico
En matemáticas, un espacio métrico' es un conjunto en el que se define una noción de distancia (llamada métrica) entre los elementos del conjunto.
Gran parte del análisis se realiza en algún espacio métrico; los más utilizados son la recta real, el plano complejo, el espacio euclidiano, otros  espacios vectoriales y los enteros. Los ejemplos de análisis sin métrica incluyen la teoría de la medida (que describe el tamaño en lugar de la distancia) y el análisis funcional, que estudia los  espacios vectoriales topológicos que no necesitan tener ningún sentido de la distancia.
Formalmente, un espacio métrico es un par ordenado {\displaystyle (M,d)} donde {\displaystyle M} es un conjunto y {\displaystyle d} es una métrica en {\displaystyle M}, es decir, una función
{\displaystyle d\colon M\times M\rightarrow \mathbb {R} }
tal que para cualquier {\displaystyle x,y,z\in M} se mantiene lo siguiente:
1. {\displaystyle d(x,y)=0}  si y solo si {\displaystyle x=y}    (Identidad de los indiscernibles),
2. {\displaystyle d(x,y)=d(y,x)}    (simetría), y
3. {\displaystyle d(x,z)\leq d(x,y)+d(y,z)}    (Desigualdad triangular).

Tomando la tercera propiedad y dejando {\displaystyle z=x}, se puede demostrar que {\displaystyle d(x,y)\geq 0}     (no-negativo).

### Secuencias y límites
Una secuencia es una lista ordenada. Como un conjunto, contiene miembros (también llamados elementos o términos). A diferencia de un conjunto, el orden importa y exactamente los mismos elementos pueden aparecer varias veces en diferentes posiciones de la secuencia. Más precisamente, una secuencia se puede definir como una función cuyo dominio es un conjunto contable totalmente ordenado, como los números naturales.
Una de las propiedades más importantes de una secuencia es la convergencia. De manera informal, una secuencia converge si tiene un límite. Continuando de manera informal, una secuencia (infinita simple) tiene un límite si se acerca a algún punto x, llamado límite, de n cuando n se hace muy grande. Es decir, para una secuencia abstracta (an) (con n que va de 1 a infinito entendido) la distancia entre an y x se acerca a 0 cuando n → ∞ se indica de la siguiente manera:
{\displaystyle \lim _{n\to \infty }a_{n}=x.}

## Ramas principales

### Análisis real
El análisis real (tradicionalmente, la teoría de las funciones de una variable real) es una rama del análisis matemático que se ocupa de los números reales y de las funciones de valor real de una variable real. En particular, se ocupa de las propiedades analíticas de las funciones reales y de las secuencias, incluyendo el convergencia y el límites de las secuencias de números reales, el cálculo de los números reales, y la continuidad, la suavidad y las propiedades relacionadas de las funciones de valor real.

### Análisis complejo
El análisis complejo, tradicionalmente conocido como teoría de las funciones de una variable compleja, es la rama del análisis matemático que investiga funciones de números complejos. Es útil en muchas ramas de las matemáticas, incluyendo la geometría algebraica, la teoría de números, la matemática aplicada; así como en la física, incluyendo la hidrodinámica, la termodinámica, la ingeniería mecánica, la ingeniería eléctrica, y particularmente, la teoría cuántica de campos.
El análisis complejo se ocupa especialmente de las  funciones analíticas de variables complejas (o, más generalmente, de las  funciones meromórficas). Debido a que las partes separadas de real y imaginario de cualquier función analítica deben satisfacer la ecuación de Laplace, el análisis complejo es ampliamente aplicable a problemas bidimensionales en física.

### Análisis funcional
El análisis funcional es una rama del análisis matemático, cuyo núcleo está formado por el estudio de espacios vectoriales dotados de algún tipo de estructura relacionada con el límite (por ejemplo, producto interior, norma, topología, etc.) y las operadores lineales que actúan sobre estos espacios y respetan estas estructuras en un sentido adecuado. Las raíces históricas del análisis funcional se encuentran en el estudio del espacios de funciones y en la formulación de las propiedades de las transformaciones de funciones como la transformación de Fourier como transformaciones que definen operadores de continua, unitario etc. entre espacios de funciones.  Este punto de vista resultó ser particularmente útil para el estudio de diferenciales y ecuaciones integrales.

### Ecuaciones diferenciales
Una ecuación diferencial es una matemática ecuación para una función desconocida de una o varias variables que relaciona los valores de la propia función y sus derivadas de varios órdenes. Las ecuaciones diferenciales desempeñan un papel destacado en ingeniería, física, economía, biología y otras disciplinas.
Las ecuaciones diferenciales surgen en muchas áreas de la ciencia y la tecnología, específicamente cuando se conoce o se postula una relación determinista que involucra algunas cantidades que varían continuamente (modeladas por funciones) y sus tasas de cambio en el espacio o el tiempo (expresadas como derivadas). Esto se ilustra en la mecánica clásica, donde el movimiento de un cuerpo se describe por su posición y velocidad al variar el valor del tiempo. Las Leyes de Newton permiten (dada la posición, la velocidad, la aceleración y las diversas fuerzas que actúan sobre el cuerpo) expresar estas variables dinámicamente como una ecuación diferencial para la posición desconocida del cuerpo en función del tiempo. En algunos casos, esta ecuación diferencial (llamada ecuación de movimiento) puede resolverse explícitamente.

### Teoría de la medida
Una medida sobre un conjunto es una forma sistemática de asignar un número a cada subconjunto adecuado de ese conjunto, interpretado intuitivamente como su tamaño. En este sentido, una medida es una generalización de los conceptos de longitud, área y volumen. Un ejemplo particularmente importante es la medida de Lebesgue en un espacio euclidiano, que asigna la longitud convencional, el área y el volumen de la geometría euclidiana a subconjuntos adecuados del espacio euclidiano {\displaystyle n}-dimensional {\displaystyle \mathbb {R} ^{n}}. Por ejemplo, la medida de Lebesgue del intervalo {\displaystyle \left[0,1\right]} en la números reales es su longitud en el sentido cotidiano de la palabra - concretamente, 1.
Técnicamente, una medida es una función que asigna un número real no negativo o +∞ a (ciertos) subconjuntos de un conjunto {\displaystyle X}. Debe asignar 0 al conjunto vacío y ser (contablemente) aditivo: la medida de un subconjunto "grande" que puede descomponerse en un número finito (o contable) de subconjuntos "más pequeños" disjuntos, es la suma de las medidas de los subconjuntos "más pequeños". En general, si se quiere asociar un tamaño consistente a cada subconjunto de un conjunto dado mientras se satisfacen los demás axiomas de una medida, sólo se encuentran ejemplos triviales como la medida de conteo. Este problema se resolvió definiendo la medida sólo en una subcolección de todos los subconjuntos; los llamados subconjuntos medibles, que se requieren para formar una {\displaystyle \sigma }. Esto significa que la unión contable, la intersección contable y el complemento de subconjuntos medibles son medibles. Los conjuntos no medibless en un espacio euclidiano, sobre los que no se puede definir la medida de Lebesgue de forma consistente, son necesariamente complicados en el sentido de estar mal mezclados con su complemento. En efecto, su existencia es una consecuencia no trivial del axioma de elección.

### Análisis numérico
El análisis numérico es el estudio de los algoritmos que utilizan la aproximación numérica (a diferencia de la manipulaciones simbólicas general) para los problemas del análisis matemático (a diferencia de la matemática discreta).
El análisis numérico moderno no busca respuestas exactas, porque las respuestas exactas son a menudo imposibles de obtener en la práctica. En su lugar, gran parte del análisis numérico se ocupa de obtener soluciones aproximadas manteniendo límites razonables sobre los errores.
El análisis numérico encuentra naturalmente aplicaciones en todos los campos de la ingeniería y las ciencias físicas, pero en el siglo XXI, las ciencias de la vida e incluso las artes han adoptado elementos de cálculo científico. Las ecuaciones diferenciales ordinarias aparecen en la mecánica celeste (planetas, estrellas y galaxias); el álgebra lineal numérica es importante para el análisis de datos; las ecuaciones diferenciales estocásticas y las cadenas de Markov son esenciales en la simulación de células vivas para la medicina y la biología.

## Subdivisiones
Se ha discutido mucho cuántas y qué ramas compondrían el análisis, ya que a medida que la disciplina se desarrolla, diversas ramas que previamente eran independientes acaban formando parte de un mismo cuerpo y en ocasiones parecen emerger ramas independientes. El análisis matemático incluye los siguientes campos:
- Análisis real, esto es, el estudio formalmente riguroso de las derivadas e integrales de las funciones real-valuadas, lo que incluye el estudio de límites y series.
  - Ecuaciones diferenciales ordinarias y en derivadas parciales.
  - Geometría diferencial, que extiende los métodos del análisis real sobre espacios euclídeos a espacios topológicos más generales.
  - Integración y teoría de la medida, que generaliza el concepto de cálculo integral y de medida.
  - Teoría de la probabilidad, que en gran medida comparte formalismo con la teoría de la medida, a partir de la axiomatización de Kolmogórov.
  - Análisis numérico, encargado de diseñar algoritmos para, a través de números y reglas matemáticas simples, simular procesos matemáticos más complejos aplicados al mundo real.
  - Análisis no estándar, que investiga ciertos números hiperreales y sus funciones, y da un tratamiento riguroso de los números infinitesimales y los infinitamente grandes.

- Análisis no real, que extiende el análisis real a cuerpos diferentes de los números reales.
  - Análisis complejo, que estudia funciones que van del plano complejo hacia sí mismo y que son complejo-diferenciables, las funciones holomorfas.
  - Análisis p-ádico, el análisis en el contexto de los números p-ádicos, que difiere de forma interesante y sorprendente de su homólogo real y complejo.
- Análisis funcional, que estudia espacios y funciones e introduce conceptos como los espacios de Banach y espacios de Hilbert.
  - Análisis armónico, que trata sobre las series de Fourier y sus abstracciones[13] y adiciones analíticas subarmónicas.
  - Geometría analítica, o geometría de las coordenadas, que pone en correspondencia a n-uplas con puntos y conjuntos de n-uplas con lugares geométricos.
- Topología
  - Topología diferencial, que generaliza el análisis real y complejo de varias variables a espacios topológicos más generales que {\displaystyle \scriptstyle \mathbb {R} ^{n}} o {\displaystyle \scriptstyle \mathbb {C} ^{n}}.
  - Topología algebraica
  - Grupos de Lie
- Otras áreas:
  - Geometría algebraica